# Jean-Claude Mbede Fouda
Ne doit pas être confondu avec Roger Jean-Claude Mbede.
Jean-Claude Mbede Fouda est un expert de Coopération internationale au développement et journaliste italien d'origine camerounaise. Activiste, homme politique engagé dans la lutte contre la corruption, défenseur des droits des jeunes et des femmes, il est résident en Italie depuis 2008.

## Biographie

### Enfance, éducation et débuts
Jean-Claude Mbede Fouda est né le 11 mai 1979 à Mbalmayo, 50 km au sud de Yaoundé, la capitale politique du Cameroun. Il est diplômé en journalisme de l'université de Yaoundé I en 1999. 
Le 18 mars 2013, il est devenu le premier exilé membre titulaire de l'Ordre national des journalistes en Italie.
Il est titulaire d'un master en relations internationales, option gestion des opérations et urgences humanitaires internationales de la Social Change School de Rome et d’un master en Mass Communications.

### Carrière
Depuis septembre 2023 jusqu'à aout 2024, il était responsable de la communication, point focal UN-UE au sein du bureau régional de l'Agence italienne pour la Coopération au Developpement - AICS au Moyen Orient - en Syrie et au Liban.  Avant cela, il a été Programme Officer et expert de coopération auprès l'ambassade d’Italie à Islamabad au Pakistan, avec compétence sur l'Afghanistan de 2020 à 2022. 
Sa grande expérience internationale et en journalisme lui a permis de devenir enseignant des « Mécanismes et Techniques internationaux  du Journalisme et de la Communication institutionnelle » à l'université de Parme (Italie). 
Ancien correspondant de Voice of America et Radio Vatican, pendant une dizaine d'années, il est ex-pionnier de STV (première chaine de télévision privée du Cameroun) et fondateur de Radio FM Liberté.
À la suite de démêlés politiques avec de nombreux hauts fonctionnaires et dignitaires du régime dont il a toujours dénoncé des faits de corruption et de mœurs sur une jeunesse paupérisée,  il a dû définitivement fuir le Cameroun en 2008, malgré une demande expresse du président Paul Biya en voyage en Italie en 2013 pour son retour au Cameroun. 
Réfugié politique, congnant pour sa sécurité, il a été naturalisé italien et s'est reconverti dans la diplomatie et la coopération internationale.  
C'est dans ce qu'il appelle lui meme la Diplomatie de la solidarité internationale qu'il excelle en Europe. Il a été tour à tour,  directeur de la communication au bureau régional de la Coopération italienne en Éthiopie (Djibouti et Sud Soudan) et en Tunisie (Maroc, Mauritanie et Libye), où il a implémenté avec succès les politiques de communication du gouvernement italien en Afrique. 
Véritable globe trotter ayant travaillé ou visité plus de cinquante (50) de pays dans les cinq continents, son poste de consultant international aux Nations unies aura été de très courte durée à cause de problèmes familiaux,. 
Il a longtemps accusé Jean-Pierre Amougou Belinga (incarcéré dans l'affaire Martnez Zogo) d'avoir été le bras séculier des pontes du régime qui veulent sa peau, en organisant et planifiant son arrestation et son emprisonnement au Cameroun, et en continuant à mettre en péril sa vie en Occident en 2020.
En octobre 2013 en Italie, il fonde All TV, une chaîne de télévision en ligne en faveur des valeurs de l’immigration.